# The Vision (album single)
Albums de WayV
Take Off
(2019)
Singles
1. Regular
Sortie : 17 janvier 2019
2. Dream Launch
Sortie : 18 janvier 2019

The Vision est le premier album single du boys band chinois WayV. Il est sorti le 17 janvier 2019 sous Label V. C'est la quatrième sous-unité d'NCT à faire ses débuts depuis NCT Dream en 2016, ainsi que les débuts de certains membres dont Xiaojun, Hendery et Yangyang.

## Contexte et sortie
WayV a été annoncé pour la première fois le 12 août 2018 sous le nom provisoire NCT China. Leur date de début était initialement fixée au mois de novembre de cette année-là, bien qu'aucune autre information n'ait été publiée à l'époque. Fin novembre, SM Entertainment a annoncé que Winwin manquerait la promotion de la réédition Regulate d'NCT 127 afin de se préparer au comeback de cette nouvelle unité. À la fin du mois de décembre, l'agence a révélé que le groupe se nommerait WayV, il serait composé de sept membres et ferait ses débuts le mois prochain.
Après une série de teasers vidéo publiés sur YouTube, le titre de l'album et du single promotionnel ont été révélés le 12 janvier. Le teaser du clip-vidéo est sorti le 16 janvier.
The Vision comprend deux versions chinoises de chansons précédemment enregistrées par NCT 127, "Regular" et "Come Back", ainsi qu'une chanson inédite, "梦想发射计划 (Dream Launch)".

## Liste des titres
| The Vision | The Vision                  | The Vision   | The Vision                                                                        | The Vision | The Vision | The Vision | The Vision | The Vision | The Vision |
| No         | Titre                       | Auteur       | Producteur(s)                                                                     | Durée      |            |            |            |            |            |
| ---------- | --------------------------- | ------------ | --------------------------------------------------------------------------------- | ---------- | ---------- | ---------- | ---------- | ---------- | ---------- |
| 1.         | 理所当然 (Regular)          | Yen Yun Nong | Mike Daley, Mitchell Owens, Wilbart 'Vedo' McCoy III, George Kranz, Yoo Young-jin | 3:38       |            |            |            |            |            |
| 2.         | 噩梦 (Come Back)            | Yen Yun Nong | Mike Daley, Mitchell Owens, Michael Jiminez, DEEZ, MZMC, Jeremy "Tay" Jasper      | 3:25       |            |            |            |            |            |
| 3.         | 梦想发射计划 (Dream Launch) | Xiaohan      | Hyuk Shin (Joombas), $ÜN (Joombas), Bae Min-soo (Joombas), Jeff Lewis             | 3:46       |            |            |            |            |            |
| 10:10      |                             |              |                                                                                   |            |            |            |            |            |            |